# Zaria (luchadora)
Daria Hodder es una luchadora profesional australiana. Actualmente trabaja para la empresa estadounidense WWE, donde se presenta en la marca NXT bajo el nombre de Zaria.
Es conocida por su tiempo en el circuito independiente australiano bajo el nombre de Delta, más notablemente por Riot City Wrestling (RCW) y Melbourne City Wrestling (MCW). Ella es una dos veces Campeona en Parejas de RCW (con su hermano mayor, Dean Brady), la última poseedora del Campeonato RCW y del Campeonato Femenino RCW, y la primera poseedora del Gran Campeonato RCW.

## Carrera

### Circuito independiente (2020-2024)
Le da crédito a su hermano mayor, el también luchador australiano Dean Brady, por despertar su pasión por la lucha libre profesional después de verlo en un show de Riot City Wrestling (RCW). Después de una prueba exitosa con RCW, hizo su debut el 31 de diciembre de 2020, formando equipo con Brady para derrotar a Cayden Cornell y Savannah Summers. Después de esto, Delta se centraría en la competición individual en la división femenina de RCW, haciendo muchos intentos fallidos por el Campeonato Femenino de RCW. Después de luchar entre sí por primera vez en julio de 2021, Brady y Delta formarían un equipo, inicialmente llamado The Bradys, luego cambiarían su nombre a Brady LTD. Juntos ganarían el Campeonato en Parejas de RCW en dos ocasiones distintas. Delta también ganaría el Campeonato Femenino MCW dos veces y se convertiría en la primera mujer en tener el Campeonato Intercommonwealth MCW. Luego se convertiría en la primera mujer en poseer el Campeonato de RCW.
El 12 de abril de 2024, Delta desafió a Jordynne Grace por el Campeonato Mundial de Knockouts de TNA en el evento H.E.R. de Oceanía Pro Wrestling. El 18 de mayo de 2024, después de perder el Gran Campeonato de RCW, Delta anunció que lucharía su último combate en Australia en RCW Heavy Is the Crown el 6 de julio contra su hermano, Dean Brady, ya que se iría a luchar a Estados Unidos después de ese combate.

### WWE (2024-presente)
En febrero de 2024, Delta participó en las pruebas de la WWE celebradas en Perth, Australia Occidental, antes de Elimination Chamber: Perth. En el episodio del 1 de octubre de 2024 de NXT, se emitió una viñeta que mostraba a Delta caminando por una calle, mirando las señales de tráfico hacia la Salida 10 y la Ruta 27, lo que implicaba su debut el 27 de octubre en NXT Halloween Havoc. Con el paso de las semanas se fueron emitiendo más viñetas. En el episodio del 22 de octubre de NXT, se emitió una viñeta que revelaba su nuevo nombre de ring como Zaria. Hizo su debut más tarde esa misma noche después del evento principal.

## Campeonatos y logros
- Melbourne City Wrestling
  - MCW Intercommonwealth Championship (1 vez) [9]
  - MCW Women's Championship (2 veces) [10]
- Pro Wrestling Illustrated
  - Ocupa el puesto n.° 157 entre los 500 mejores luchadores del PWI 500 en 2024 [11]
- Riot City Wrestling
  - RCW Championship (1 vez, final) [12]
  - RCW Grand Championship (1 vez, inaugural) [13]
  - RCW Tag Team Championship (2 veces) – con Dean Brady [14]
  - RCW Women's Championship (1 vez, final) [15]